# 湊徹郎
湊 徹郎（みなと てつろう、1919年11月24日 - 1977年7月19日）は、日本の政治家、自由民主党所属の衆議院議員（5期）。中曽根派。位階は従三位。勲等は勲二等。議員宿舎は、九段宿舎。

## 略歴
福島県田村郡三春町生まれ。水戸高等学校を経て、1942年、東京帝国大学経済学部卒業。大学卒業後、出征し、陸軍少尉。1945年8月に、復員した。
1946年に、福島県庁勤務。1961年、佐藤善一郎福島県知事のもとで、副知事を務める。
1963年の第30回衆議院議員総選挙で福島2区から初当選。以後5期連続当選。1970年、第3次佐藤内閣総理府総務副長官就任。1973年、青嵐会の代表世話人として旗揚げに参加。1976年、衆議院農林水産委員長。自由民主党福島県連会長。1977年1月、鈴木善幸農林大臣に請われて、自由民主党総合農政調査会長就任。
議員在職中の1977年7月19日、心臓発作のため死去した。57歳没。翌日、福田赳夫首相が弔問している。同月22日、特旨を以て位九級を追陞され、死没日付をもって正八位から従三位勲二等に叙され、旭日重光章を追贈された。追悼演説は同月28日、衆議院本会議で八百板正により行われた。

## 著書
- 『湊徹郎先生を偲ぶ』（湊徹郎連合後援会、1987年）